# Phyllonorycter juncei
Phyllonorycter juncei is een vlinder uit de familie mineermotten (Gracillariidae). De wetenschappelijke naam is voor het eerst geldig gepubliceerd in 1908 door Walsingham.
De soort komt voor in Europa.